# Mardore
Mardore è una località appartenente al comune francese di Thizy-les-Bourgs situato nel dipartimento del Rodano della regione Alvernia-Rodano-Alpi.
Mardore è stato un comune indipendente fino al 1º gennaio 2013, quando si è fuso con i comuni di Bourg-de-Thizy, La Chapelle-de-Mardore, Marnand e Thizy per formare il nuovo comune di Thizy-les-Bourgs.

## Società

### Evoluzione demografica
Abitanti censiti